# Давидсен, Ханус
Ха́нус Да́видсен (фар. Hanus Davidsen; род. 16 сентября 1953 года в Тофтире, Фарерские острова) — бывший фарерский футболист, выступавший за клуб «Б68». Старший брат экс-футболиста и нынешнего президента «Б68» Никласа Давидсена.

## Карьера
Ханус начал выступления за тофтирский «Б68», когда этот клуб играл в низших фарерских дивизионах. В сезоне-1979 он был членом команды, впервые в своей истории добравшейся до четвертьфинала кубка Фарерских островов и уступившей там «КИ» из Клаксвуйка. В 1980 году Ханус в составе «Б68» выиграл первый дивизион и принял решение завершить свои выступления. В 1983 году у тофтирского коллектива случилась нехватка игроков, и Ханус вернулся в команду. 8 мая 1983 года в матче против «ТБ» состоялся его дебют в высшем фарерском дивизионе. Всего он принял участие в 8 встречах сезона-1983. Ханус остался в команде на следующий сезон: он был игроком запаса и сыграл в 2 матчах первенства архипелага, а «Б68» стал чемпионом Фарерских островов. В конце сезона-1984 Ханус решил оставить футбол насовсем.

## Достижения

### Командные
«Б68»
- Чемпион Фарерских островов (1): 1984
- Победитель первого дивизиона (1): 1980